# San José de Barlovento (paroisse civile)
Pour les articles homonymes, voir San José de Barlovento et San José.
San José de Barlovento est l'une des deux paroisses civiles de la municipalité d'Andrés Bello dans l'État de Miranda au Venezuela. Sa capitale est San José de Barlovento, chef-lieu de la municipalité. En 2011, sa population s'élève à 19 864 habitants.

## Géographie

### Démographie
Hormis sa capitale San José de Barlovento, la paroisse civile possède plusieurs localités :
- Arenitas
- Burguillos
- Burgos
- Campo Santo
- Caño Grande
- Caraquita
- El Delirio
- El Manguito
- El Olimpo
- La Guarita
- La Madre Nueva
- La Madre Vieja
- La Montañita
- Las Delicias
- Las Trincheras
- Los Galpones
- Palotal
- Pueblo Nuevo
- San José de Barlovento